# Milagre de Amor
Milagre de Amor  é um filme brasileiro de 1951, dirigido por Moacyr Fenelon e com roteiro de Alinor Azevedo. 
O filme é baseado na novela radiofônica homônima de Hélio do Soveral. Nos papeis principais estão Fada Santoro, Rosângela Maldonado e Paulo Porto

## Elenco
| Ator/Atriz          | Personagem |
| ------------------- | ---------- |
| Fada Santoro        | Teresa     |
| Rosângela Maldonado | Simone     |
| Paulo Porto         | Renato     |
| Castro Viana        | César      |
| Marisa Martins      | Dra. Laura |
| Haydée Miranda      | Júlia      |
| Geraldo Luís        | Alberto    |
| Cahuê Filho         | Médico     |
| Dalva de Oliveira   | Ela mesma  |
| Suzy Kirbi          | Governanta |
| Manoel Rocha        | —          |